# Prix Léon-Gérin
Pour les articles homonymes, voir Léon Gérin et Gérin.
Pour un article plus général, voir Prix du Québec.

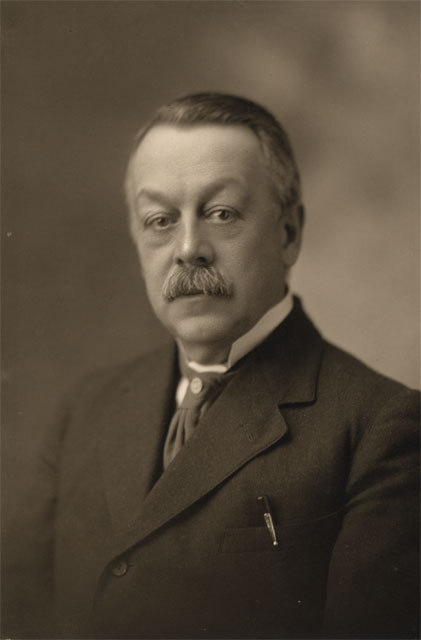
Léon Gérin, vers 1920

Le prix Léon-Gérin est l’un des Prix du Québec décernés annuellement par le gouvernement du Québec. Il reconnaît la carrière exceptionnelle d'un scientifique dans l'une des disciplines des sciences humaines. Il est nommé en mémoire du sociologue Léon Gérin.

## Description du prix
Les critères d’éligibilité au prix sont :
- le candidat doit être citoyen canadien et vivre ou avoir vécu au Québec ;
- une personne ne peut recevoir deux fois le même prix, mais elle peut en recevoir plus d'un la même année ;
- un prix ne peut être attribué à plusieurs personnes à moins que ces personnes participent à des réalisations conjointes ;
- un prix ne peut être attribué à titre posthume.

Le prix :
- une bourse non imposable de 30 000 $ ;
- une médaille en argent réalisée par un artiste québécois ;
- un parchemin calligraphié et un bouton de revers portant le symbole des Prix du Québec ;
- une pièce de joaillerie exclusive aux lauréates et aux lauréats ;
- un hommage public aux lauréats et aux lauréates par le gouvernement du Québec au cours d'une cérémonie officielle.

## Origine du nom
Le prix doit son nom à Léon Gérin (1863 - 1951). Léon Gérin était avocat de formation mais il s’est surtout distingué par ses écrits sociologiques sur les conditions de vie des Canadiens-français.  

## Lauréats et lauréates
- 1977 : Léon Dion
- 1978 : Marcel Rioux
- 1979 : Noël Mailloux
- 1980 : François-Albert Angers
- 1981 : Benoît Lacroix
- 1982 : Jacques Henripin
- 1983 : Michel Brunet
- 1984 : Jean-Charles Falardeau
- 1985 : Albert Faucher
- 1986 : Adrien Pinard
- 1987 : Louis-Edmond Hamelin
- 1988 : Thérèse Gouin Décarie
- 1989 : Gérard Bergeron
- 1990 : Fernand Dumont
- 1991 : Bruce Graham Trigger
- 1992 : Charles Taylor
- 1993 : Gérard Bouchard
- 1994 : Jean-Jacques Nattiez
- 1995 : Guy Rocher
- 1996 : Henry Mintzberg
- 1998 : Vincent Lemieux
- 1998 : Margaret Lock
- 1999 : Marcel Dagenais
- 2000 : Michael Brecher
- 2001 : Marcel Trudel
- 2002 : Paul-André Crépeau
- 2003 : Andrée Lajoie
- 2004 : Henri Dorion
- 2005 : Marc Angenot
- 2006 : Patrick Glenn
- 2007 : Richard E. Tremblay
- 2008 : Jean-Marie Dufour
- 2009 : Gilles Bibeau
- 2010 : Nancy J. Adler (en)
- 2011 : Jean Grondin
- 2012 : Paul-André Linteau
- 2013 : Marcel Fournier
- 2014 : Marc Le Blanc
- 2015 : Marcel Boyer
- 2016 : John A. Hall (en)
- 2017 : André Gaudreault
- 2018 : Yves Gingras
- 2019 : Claudia Mitchell
- 2020 : Charles Morin
- 2021 : André Blais
- 2022 : Gérard Duhaime
- 2023 : Jane Jenson
- 2024 : Robert J. Vallerand